# قبالة (ضريبة)
القَبالة كانت ضريبة على الملح في فرنسا لا تحظى بشعبية كبيرة والتي فرضت في منتصف القرن الرابع عشر واستمرت مع فترات وجيزة من التنقيحات حتى عام 1946.